# Transmed Transport
Die Transmed Transport GmbH (Eigenschreibweise transmed Transport) mit Sitz in Regensburg ist eine Tochtergesellschaft der Phoenix Pharmahandel mit Sitz in Mannheim. Sie ist tätig im Transport medizinischer Güter, insbesondere Arzneimittel.

## Geschichte
Ursprünglich wurde das Unternehmen 1970 in Regensburg gegründet, war lange Zeit inhabergeführt und ausschließlich im Arzneimitteltransport tätig. 1996 verschmolz die Unternehmung im Konzernverbund als Tochterunternehmen der Phoenix Group und weitere Geschäftsbereiche kamen hinzu. Heute betreibt Transmed ein eigenständiges Zusatzgeschäft und ist zudem als Finanzdienstleistungsunternehmen im Bereich Nutzfahrzeuge und Kassensysteme tätig.
Im Geschäftsjahr 2021/22 erwirtschaftete das Unternehmen Erträge in Höhe von knapp 205,8 Mio. Euro. Diese setzten sich zusammen aus Leasingerträgen in Höhe von 24,454 Mio. Euro sowie „sonstigen betrieblichen Erträgen“ in Höhe von 181,325 Mio. Euro (im wesentlichen 178,266 Mio. Euro Erträge aus Transportleistungen). Erwirtschaftet wurden diese Erträge von (im Jahresdurchschnitt) 161 Mitarbeitern.

## Branchen
Europaweit ist Transmed mit über 3.000 Fahrzeugen in der Abholung und Auslieferung tätig. Zum Kundenstamm zählen neben Phoenix andere Unternehmen der Pharmabranche, der optischen Industrie sowie der Ersatzteilversorgung.
Als weitere Dienstleistung ist Transmed im Bereich Leasing tätig. Neben dem Leasing von Kassensystemen der Apotheken-Dienstleistungsgesellschaft mbH (ADG) für Apotheken bietet die Transmed leasingfähige Nutzfahrzeuge an. Aufgrund des erlaubnispflichtigen Kreditgeschäfts wird Transmed durch die Bundesanstalt für Finanzdienstleistungsaufsicht (BaFin) überwacht.